# Сырный суп
Сы́рный суп — питательный суп, основным компонентом которого является расплавленный сыр. В рецептуру сырных супов обычно входит небольшое число других ингредиентов. В зависимости от рецепта в сырный суп добавляют лук, морковь, картофель, сельдерей, грибы, сливочное масло, молоко, мясной бульон, а также мясные продукты. Для сырных супов подходят разные сорта сыров: плавленые сыры (особенно для супов быстрого приготовления), чеддер, голландский, горгондзола. Сырный суп часто сервируют в тарелке на гренках из белого хлеба.
Сырные супы имеются в различных национальных кухнях: американской, колумбийской, французской, мексиканской, швейцарской и тибетской. «Сырная каша» (исп. mote de queso) — традиционный сырный суп в регионе Кордова в Колумбии. Испанское название «сырный суп» (исп. sopa de queso) носит мексиканское блюдо, рецепт которого известен с 1893 года. Сырный суп «ке́зсуппе» (нем. Kässuppe) — фирменное блюдо в Центральной Швейцарии. В тибетской кухне имеется сырный суп из тибетского сыра чуру.